# Pa Upoko Takau Ariki
Pa Upoko Takau Ariki, död 19 mars 1896, var hövding, ariki, över den ena av Takitumustammens två hövdingadömen på Rarotonga vid Cooköarna från 1855 till 1895. 
Hon tillhörde Padynastin och efterträdde sin far, Pa Tepou Ariki, vid hans död 1855. Hon gifte sig 1871 med missionären Obura (d. 1888) och adopterade två barn. Hon regerade i 40 år, längre än någon annan hövding på Rarotonga. Enligt eftermälet regerade hon klokt och aktsamt. Hon abdikerade på grund av ålder 1895 och efterträddes av sin son Pa Maretu Ariki. 